# Ràng ràng Bắc Bộ
Ràng ràng Bắc Bộ (danh pháp: Ormosia tonkinensis) là một loài thực vật có hoa trong họ Đậu. Loài này được Gagnep. miêu tả khoa học đầu tiên.